# The Power Cosmic
Albums de Bal-Sagoth
Battle Magic
(1998) Atlantis Ascendant
(2001)
The Power Cosmic est le quatrième album studio du groupe de black metal symphonique anglais Bal-Sagoth. L'album est sorti en 1999 sous le label Nuclear Blast Records.
Le titre The Scourge of the Fourth Celestial Host est une référence au Comics de Marvel Le Surfeur d'argent.

## Liste des morceaux
| No | Titre                                                         | Durée |
| -- | ------------------------------------------------------------- | ----- |
| 1. | The Awakening of the Stars                                    | 1:30  |
| 2. | The Voyagers Beneath the Mare Imbrium                         | 4:37  |
| 3. | The Empyreal Lexicon                                          | 6:02  |
| 4. | Of Carnage and a Gathering of the Wolves                      | 6:00  |
| 5. | Callisto Rising                                               | 4:32  |
| 6. | The Scourge of the Fourth Celestial Host                      | 6:39  |
| 7. | Behold, the Armies of War Descend Screaming from the Heavens! | 5:54  |
| 8. | The Thirteen Cryptical Prophecies of Mu                       | 5:12  |